# Римстаун (Пенсилванија)
Римстаун (енгл. Reamstown) насељено је место без административног статуса у америчкој савезној држави Пенсилванија.

## Демографија
По попису из 2010. године број становника је 3.361, што је 137 (-3,9%) становника мање него 2000. године.
| Група             | 2000.         | 2010.         |
| Белци             | 3.296 (94,2%) | 3.182 (94,7%) |
| Афроамериканци    | 11 (0,3%)     | 22 (0,7%)     |
| Азијати           | 78 (2,2%)     | 68 (2,0%)     |
| Хиспаноамериканци | 67 (1,9%)     | 64 (1,9%)     |
| Укупно            | 3.498         | 3.361         |